# Лозуватка (Рівнянська сільська громада)
Лозува́тка — село в Україні, у Рівнянській сільській громаді Новоукраїнського району Кіровоградської області. Населення становить 87 осіб. Орган місцевого самоврядування — Рівнянська сільська рада.

## Населення
Згідно з переписом УРСР 1989 року чисельність наявного населення села становила 117 осіб, з яких 48 чоловіків та 69 жінок.
За переписом населення України 2001 року в селі мешкало 87 осіб.

### Мова
Розподіл населення за рідною мовою за даними перепису 2001 року:
| Мова       | Відсоток |
| ---------- | -------- |
| українська | 95,40 %  |
| молдовська | 2,30 %   |
| російська  | 2,30 %   |

## Персони
Уродженцем села є Дерев'янко Віктор Миколайович (* 1947) — доктор технічних наук, професор, директор Інституту безпеки життєдіяльності; відмінник освіти України.